# Beziehungen zwischen den Cookinseln und Portugal
Die Beziehungen zwischen den Cookinseln und Portugal beschreiben das zwischenstaatliche Verhältnis zwischen den Cookinseln und Portugal. Die Länder unterhalten seit 1995 direkte diplomatische Beziehungen.
Die Beziehungen sind unbelastet, aber wenig intensiv auf Grund der wenigen gemeinsamen Berührungspunkte und der großen Entfernung von über 16.000 km. Die Inseln sind bei portugiesischen Philatelisten und Freunden exotischer Reiseziele relativ bekannt.
Im Jahr 2017 war ein Bürger der Cookinseln in Portugal gemeldet, an der Algarve, während auf den Cookinseln kein Bürger Portugals konsularisch registriert war.

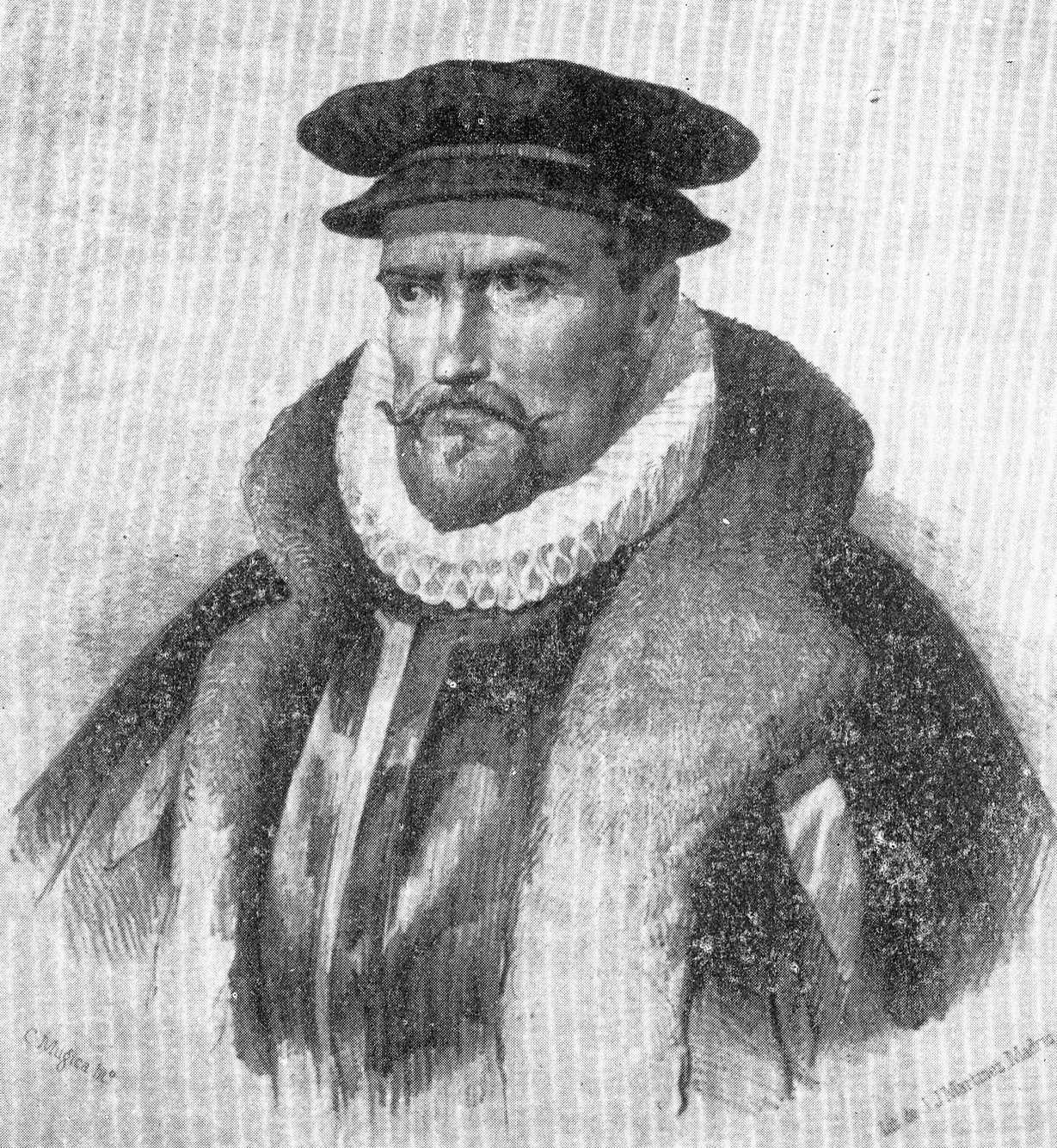
Pedro Fernández de Quirós war 1606 der erste Portugiese auf den Cookinseln

## Geschichte
1606 landete der portugiesische Seefahrer Pedro Fernández de Quirós auf den Cookinseln. Die ersten Europäer waren jedoch bereits 1595 dort gelandet, als der Spanier Alvaro de Mendaña de Neyra die nördliche Insel Pukapuka betreten hatte.
Die Inseln fielen laut Vertrag von Saragossa in die spanische Interessensphäre, so dass sich danach keine tieferen Beziehungen zu Portugal entwickelten.
Ab 1880 wurden die nach dem englischen Seefahrer James Cook benannten Cookinseln britische Kolonie. 1965 wurden sie unabhängig, in weiterhin bestehender Assoziation mit Neuseeland.
Am 12. August 1995 nahmen die Cookinseln und Portugal diplomatische Beziehungen auf.

## Diplomatie
Portugal unterhält keine Botschaft auf den Cookinseln, sie gehören zum Amtsbezirk des portugiesischen Botschafters in Australien. Auch portugiesische Konsulate bestehen dort keine, zuständig ist das Generalkonsulat Portugals in Sydney.
Die Cookinseln unterhalten ebenfalls keine eigene Vertretung in Portugal, das Land unterhält in Brüssel seine einzige Botschaft in Europa. Die Bürger der Cookinseln sind Staatsbürger Neuseelands, das die Außenpolitik und die Verteidigung der Cookinseln übernimmt. So ist das neuseeländische Konsulat in Lissabon auch das Konsulat der Cookinseln in Portugal.

## Wirtschaft
Die portugiesische Außenhandelskammer AICEP unterhält keine Niederlassung auf den Cookinseln, zuständig ist das AICEP-Büro in Sydney.
Im Jahr 2016 bestand kein zählbarer Handel zwischen den Cookinseln und Portugal.